# Empis pachymorion
Empis pachymorion är en tvåvingeart som beskrevs av Frey 1935. Empis pachymorion ingår i släktet Empis och familjen dansflugor. Inga underarter finns listade i Catalogue of Life.